# Vénuste Niyongabo
Vénuste Niyongabo (* 9. prosince 1973, Vugizo) je bývalý burundský atlet, běžec na střední a dlouhé tratě, olympijský vítěz v běhu na 5000 metrů z roku 1996.
Pochází z kmene Tutsiů. Jeho prvním výrazným mezinárodním úspěchem byla stříbrná medaile na juniorském mistrovství světa v roce 1992. V letech 1994 a 1995 patřil mezi nejúspěšnější běžce na této trati na světě. Na mistrovství světa v roce 1995 vybojoval na této trati 3. místo.
Na olympiádě v Atlantě v roce 1996 patřil k favoritům v běhu na 1500 metrů, ale přenechal možnost startu svému krajanovi Dieudonné Kwizerovi a sám startoval v běhu na 5000 metrů, kde se po sprintu v posledním kole stal nečekaným vítězem při teprve třetím startu na této trati. Bylo to první olympijské vítězství pro Burundi v historii.
V dalších letech po olympijském vítězství se potýkal se zraněními. Vylepšil si ještě svůj osobní rekord na 1500 metrů na 3.29,18 (18. srpna 1997 v Bruselu), ale na předcházející úspěchy už nenavázal.